# Camille van Caloen de Basseghem
Camille van Caloen de Basseghem (Brugge, 10 maart 1846 - aldaar, 3 april 1903) was burgemeester van Varsenare in de Belgische provincie West-Vlaanderen en lid van het adellijke geslacht; van Caloen de Basseghem.

## Levensloop
Jonkheer Camille Louis Prudence Ghislain van Caloen de Basseghem was de jongste zoon van Anselme van Caloen de Basseghem en Marie-Thérèse de Croeser. Hij trouwde in 1877 met Marie-Louise de Bie de Westvoorde (1855-1929), dochter van de burgemeester van Sint-Kruis, Jules de Bie de Westvoorde. Ze hadden drie kinderen: 
- Angèle (1878-1973) die trouwde met baron Joseph van Zuylen (1871-1962), senator, burgemeester van Richelle en Argenteau
- Robert van Caloen de Basseghem
- Cécile (1885-1956) die trouwde met Pierre van der Plancke, burgemeester van Oostkamp.

Camille van Caloen deed zijn middelbare studies aan het Sint-Lodewijkscollege (Retorica 1865) en werd doctor in de rechten aan de Katholieke Universiteit Leuven in 1873. Van 1875 tot 1881 was hij advocaat aan de Balie van Brugge. 
Hij werd burgemeester van Varsenare in 1891. Zijn broer Julien van Caloen de Basseghem had de gemeente geleid tot in 1887 en er was na hem een interimburgemeester, dokter Deruytter. Na de dood van Camille nam Jan D'Hoedt het interim waar en einde 1903 werd Emile Jooris de Zandbergh burgemeester, totdat Robert van Caloen de Basseghem de leeftijd van 25 jaar had bereikt.
Camille van Caloen was ook armenmeester op de Sint-Salvatorsparochie in Brugge.